# Бранешти (Дамбовица)
Бранешти (рум. Brăneşti) насеље је у Румунији у округу Дамбовица у општини Бранешти. Oпштина се налази на надморској висини од 360 m.

## Становништво
Према подацима из 2002. године у насељу је живело 9245 становника, од којих су сви румунске националности.

### Хронологија
| Година       | 1992 | 1993 | 1994 | 1995 | 1996 | 1997 | 1998 | 1999 | 2000 | 2001 | 2002 | 2003 | 2004 | 2005 | 2006 | 2007 | 2008 | 2009 | 2010 | 2011 | 2012 | 2013 | 2014 | 2015 | 2016 | 2017 |
| ------------ | ---- | ---- | ---- | ---- | ---- | ---- | ---- | ---- | ---- | ---- | ---- | ---- | ---- | ---- | ---- | ---- | ---- | ---- | ---- | ---- | ---- | ---- | ---- | ---- | ---- | ---- |
| Становништво | 9444 | 9475 | 9518 | 9514 | 9493 | 9500 | 9593 | 9664 | 9700 | 9711 | 9705 | 4994 | 4935 | 4839 | 4770 | 4719 | 4638 | 4591 | 4556 | 4492 | 4426 | 4402 | 4369 | 4338 | 4309 | 4253 |